# Tekashi 6ix9ine's Greatest Hits
Tekashi 6ix9ine's Greatest Hits è una compilation del rapper americano 6ix9ine pubblicata il 19 luglio 2024.

## Tracce
1. GUMMO
2. BEBE (feat. Anuel AA)
3. FEFE (feat. Nicki Minaj, Murda Beatz)
4. STOOPID (feat. Bobby Shmurda)
5. GOOBA
6. BILLY
7. MAMA (feat. Nicki Minaj, Kanye West)
8. MALA (feat. Anuel AA)
9. KEKE (feat. Fetty Wap, A Boogie Wit da Hoodie)
10. GOTTI
11. KIKA (feat. Tory Lanez)
12. TATI (feat. Dj Spinking)
13. KANGA (feat. Kanye West)
14. TIC TOC (feat. Lil Baby)
15. GINE
16. COCO (feat. Yailin La Mas Viral)
17. RONDO (feat. Tory Lanez, Young Thug)
18. WAKA (feat. A Boogie Wit da Hoodie)
19. FEEFA (feat. Gunna)
20. WONDO
21. LUCKED UP, PT. 2 (feat. Akon)